# Большой дворец (Париж)
Большой дворец (Гран-Пале, фр. Grand Palais) — величественное архитектурное сооружение (дворец) в стиле боз-ар, расположенное на правом берегу Сены к юго-западу от Елисейских Полей в 8-м округе Парижа. Известен как крупный культурный и выставочный центр.
Дворец построен тремя архитекторами — Анри Дегланом (фр.), Альбером Луве (фр.) и Альбером Тома (фр.). Общее руководство строительством и Большого и Малого дворцов осуществлял Шарль Жиро.

## История

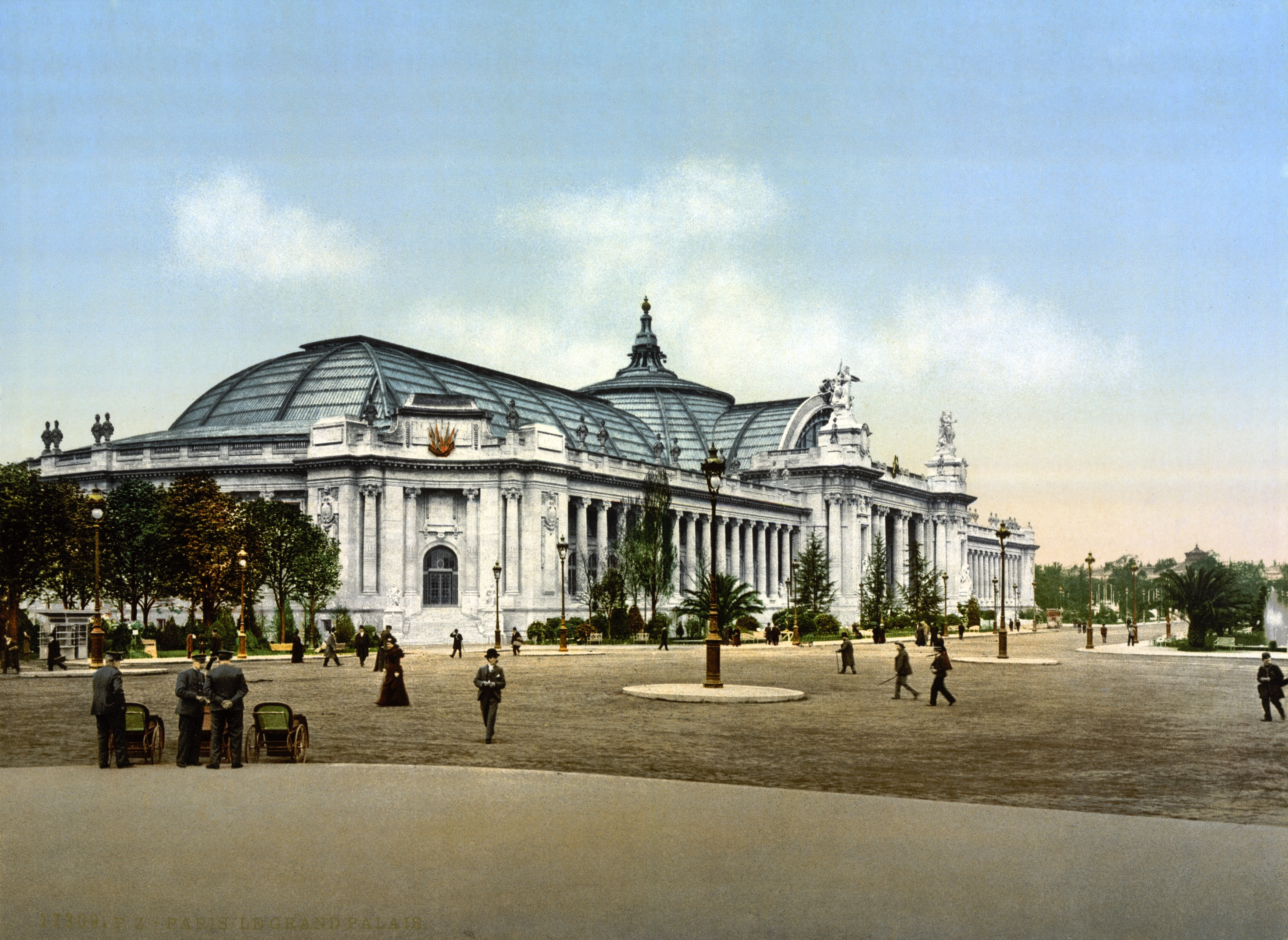
Большой дворец во время Всемирной выставки 1900 года

«Большой дворец изящных искусств» возведен в 1897 году для Всемирной выставки, проходившей с 15 апреля по 12 ноября 1900 года, на месте разобранного Дворца индустрии. «Здание, посвящённое Республикой славе французского искусства», что можно прочесть на одном из его фронтонов, изначально предназначалось для принятия официальных культурных мероприятий столицы.
В 1925 году Большой дворец был одной из площадок проведения Международной выставки современных декоративных и промышленных искусств.
Строительными работами занималась компания Daydé & Pillé (фр.).
В 2010 году в Гран-Пале проходил чемпионат мира по фехтованию.
Во время церемонии открытия летних Олимпийских игр 2024 года в Париже певица Аксель Сен-Сирель исполнила «Марсельезу», стоя на крыше Гран-Пале. Во время самих Игр в Париже в Гран-Пале проходили соревнования по фехтованию и тхэквондо.

## Архитектура

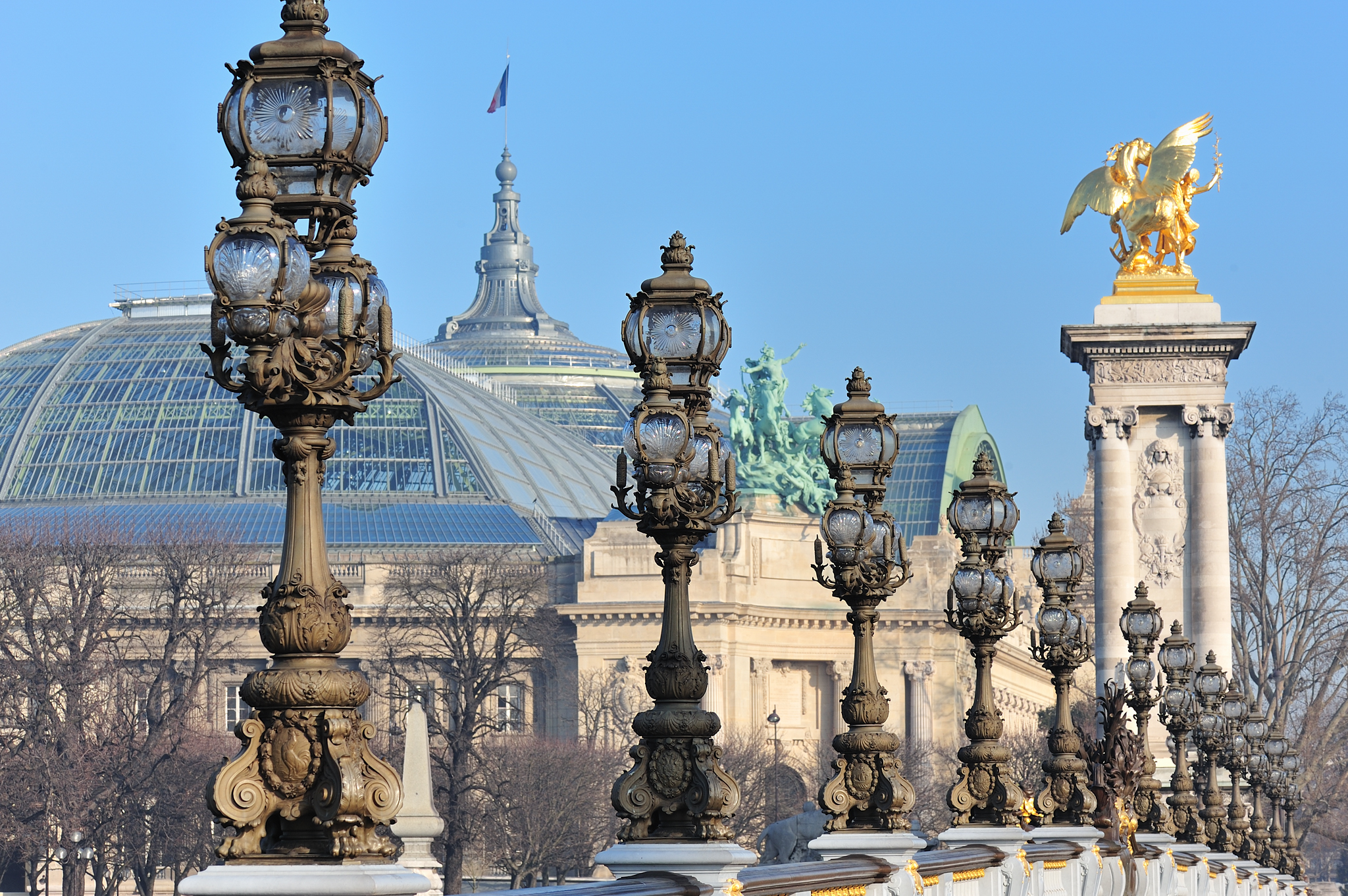
Вид со стороны моста Александра III

Медные квадриги работы Жоржа Ресипона венчают два входа: северо-восточный и юго-восточный. Эти аллегорические статуи представляют: со стороны Елисейских Полей — «L’Immortalité devançant le Temps» (Бессмертие, опережающее время), со стороны Сены — «L’Harmonie triomphant de la Discorde» (Гармония, торжествующая над раздором).

## Музеи
Часть северного крыла дворца занимает Художественная галерея, западное крыло отведено Музею открытий и изобретений.